# Byttneria fruticosa
Byttneria fruticosa är en malvaväxtart som beskrevs av Karl Moritz Schumann och Adolf Engler. Byttneria fruticosa ingår i släktet Byttneria och familjen malvaväxter. Inga underarter finns listade i Catalogue of Life.